# Ausbau (Zossen)
Ausbau ist ein Wohnplatz auf der Gemarkung von Kallinchen, einem Ortsteil der Stadt Zossen im Landkreis Teltow-Fläming in Brandenburg.

## Geografische Lage
Der Wohnplatz liegt östlich des Stadtzentrums und grenzt im Nordosten an Gallun, ein Stadtteil von Mittenwalde. Östlich befindet sich der Motzener See, südlich Kallinchen sowie mit Schöneiche und Schöneicher Plan im Nordwesten ein weiterer Ortsteil bzw. Wohnplatz der Stadt Zossen. Die Bebauung konzentriert sich auf wenige Gebäude, die südlich der Landstraße 744 stehen, die von Norden kommend nach Kallinchen führt. Südlich der Bebauung befindet sich ein Meliorationsgraben, der die umgebenden landwirtschaftlichen Flächen entwässert.